# Guild Wars 2

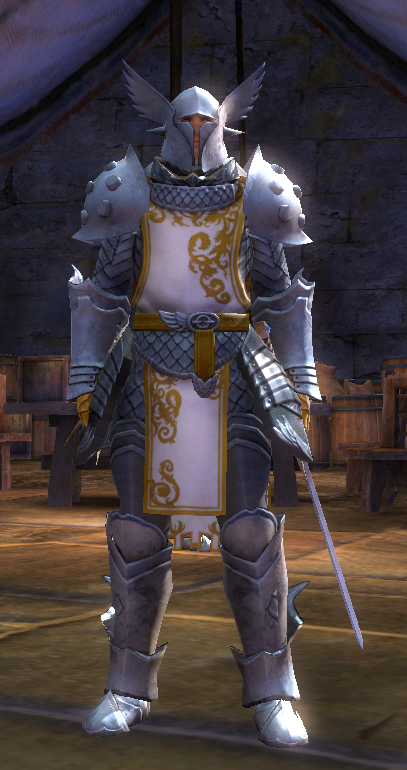
En icke-spelbar figur i spelet.

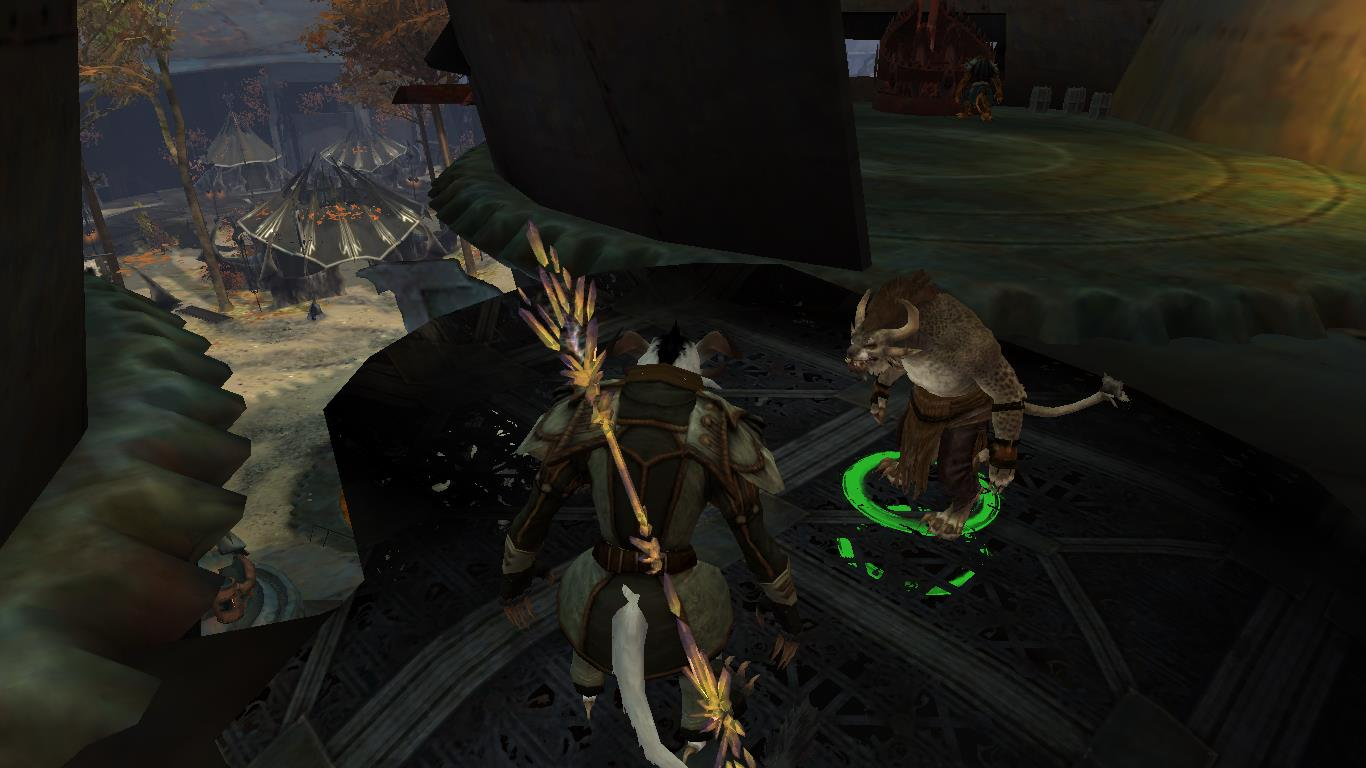
En instans och figurer i spelet, en av dem är en "charr".

Guild Wars 2, ofta förkortat GW2, är ett onlinerollspel (MMORPG) utvecklat av ArenaNet för PC. Spelet, som började utvecklas 2007, gavs ut den 28 augusti 2012. Guild Wars 2 är en uppföljare till spelet Guild Wars, som släpptes 2005.

## Affärsmodell
Guild Wars 2 har ingen månadskostnad, men till skillnad från gratis MMORPG-spel behövde spelaren för att kunna spela spelet först köpa det när det utgavs. Detsamma gäller för det första spelet i spelserien, Guild Wars. Det finns däremot en möjlighet att göra mikrotransaktioner i spelet, det vill säga att med riktiga pengar köpa saker i spelet. Denna möjlighet fanns även i det föregående spelet. I och med att expansionspaketet Guild Wars 2: Heart of Thorns släpptes 2015, ändrades affärsmodellen av basspelet till att vara gratis, med vissa begränsningar. 

## Spelupplägg
Spelet är ett rollspel och går ut på att spelaren skapar sig en rollfigur och sedan ger sig ut på olika uppdrag för att höja sin figurs nivå, utveckla figurens förmågor och få nya förmågor.
Spelet utspelar sig i den fiktiva världen Tyria, samma värld som det första spelet i spelserien utspelar sig i.
En aspekt av spelet som inte helt följer genrens traditioner är hur spelet hanterar uppdrag (Quests). Istället för att spelaren får ett uppdrag av en datorstyrd figur, en icke-spelbar figur (non-player character på engelska, NPC), har spelaren möjligheten att välja att delta eller inte delta i händelser (Events) som påverkar spelvärlden. Dessa händelser är uppdrag där flera spelare kan samarbeta, och utgången av dem har effekt på spelvärldens utveckling. De monster som spelarna behöver övervinna för att klara sådana uppdrag är starkare om flera spelare samarbetar, än om bara en spelare konfronterar dem, så att utmaningen inte blir för lätt.

### Figurer
Man kan välja mellan fem olika raser, Human (människa), Asura, Charr, Norn och Sylvari, samt åtta yrken att välja på, Elementalist, Warrior, Ranger, Necromancer, Guardian, Thief, Engineer och Mesmer. Den maximala nivån som en figur kan uppnå är 80. I och med expansionspaketet Guild Wars 2: Heart of Thorns introducerades ett nionde yrke, Revenant. För en översiktlig beskrivning av yrkena, se Guild Wars.

### Raser
De spelbara raserna i spelet är följande:

#### Human
Human, människorna, var mäktiga i det första spelet, Guild Wars, men efter många motgångar (GW2 utspelar sig cirka 250 år efter Guild Wars: Eye of the North) har de blivit mycket färre och är inte alls lika mäktiga längre. Trots att människornas gudar inte gjort mycket för att hjälpa dem när de behövt dem som mest, är de flesta människornas tro fortfarande stark. De sex gudarna är Dwayna (ledare för gudarna), Lyssa, Grenth, Balthazar, Melandru och Kormir. En gång fanns det fem människoländer; Orr, Kryta, Elona, Cantha och Ascalon, men i Guild Wars 2 återstår bara Kryta, som styrs av dess drottning, Jennah. Huvudstaden heter Divinity's Reach. Orr, Elona och Ascalon gick under i krig, och ingen har hört från Cantha eller dess tyranniska ledare på mycket länge.

#### Charr
Charr är en ras som övergav religion och gudar för lite över 200 år sedan, det vill säga kort efter det första spelets slut och de förlitar sig istället på teknologi. Deras teknologi verkar vara lite inspirerad av steampunk. Charrs land har delats itu av en mäktig drake, Kralkatorrik. Charrs huvudstad heter The Black Citadel. Charr och människorna har länge stridit om markerna där charr nu bor, och där finns ruinerna efter ett människorike, Ascalon.

#### Norn
Norn är en stolt ras som bor i snöiga berg (Shiverpeak Mountains). De liknar människor till utseendet, bortsett från att de är större. De verkar leva efter "ensam är stark". Och de är visserligen starka ensamma, men om de skulle behöva samordna sig så skulle det vara närmast omöjligt för dem att samarbeta, vilket troligen är varför en ond drake lyckats tvinga bort dem från deras ursprungliga hemtrakter. Norner värderar jakten högt, och varje år arrangeras en stor jakt (The Great Hunt), där de norner som lyckats fälla de mest imponerande bytena tillåts delta i kampen mot en i förväg infångad mäktig varelse. Deras största stad är Hoelbrak.

#### Asura
Asura är en ras av mycket intelligenta humanoida varelser som är ungefär hälften så långa som en människa och har stora öron. De värderar magi och intelligens högre än fysisk styrka. Deras huvudstad heter Rata Sum.

#### Sylvari
Sylvari är ett slags humanoida trädvarelser som tros ha skapats som ett svar på hotet från drakarna. De skapas fysiskt fullvuxna och med grundläggande kunskaper vid ett magiskt träd (The Pale Tree).

### Spellägen
Spelet har tre huvudsakliga spellägen, dels ett för genren mer traditionellt player versus environment (PvE) och dels två olika former av player versus player (PvP), ett där varje spelaren har en figur (till exempel en krigare) och ett där varje spelare kan kontrollera mer än en stridande enhet och styra hela stridsenheter (en grupp krigare). Det sistnämnda läget kallas för world versus world (WvW).
I player versus environment (PvE) finns möjligheten att spela spelet på ett för genren mer traditionellt sätt i en värld som är indelad i avgränsade zoner. I denna del av spelet finns möjligheten att spela mer självständigt än i PvP-delarna, där lagarbete har en mer central roll. Det går även att spela PvE i en grupp så som i andra spel i genren.
I spelläget player versus player (PvP), spelare mot spelare, där alla spelare har en figur, kan spelaren välja att samarbeta med andra spelare för att klara olika uppdrag. För de spelare som vill spela en mer tävlingsinriktad PvP kan detta göras i ett delvis separat system. I detta system börjar alla spelare på nivå 80, maxnivå, och med tillgång till den bästa utrustning som finns i systemet. Syftet är att ha en renare tävlingsform, vilket kan liknas med hur de flesta FPS-spel fungerar. Genom att vinna är det möjligt att få tillgång till utrustning som ser annorlunda ut. Denna utrustning kommer däremot inte vara bättre än annan utrustning.
En annan typ av PvP, world versus world (WvW), förekommer i en specifik zon, The Mists, som är en zon där storskaliga strider utspelas. Denna zon är oberoende av huvudvärlden. Målet i WvW är att ta över och kontrollera olika resurser och försvarspositioner. Vissa element i detta läge påminner om realtidsstrategispel (RTS), där spelarna tar rollen av enskilda stridsenheter. Det är ett pågående krig där olika servrar möts och där vinnaren får olika typer av belöningar för hela sin server. Den här delen av spelet har beskrivits som mer tillgängligt för personer som lägger ner mindre tid på spelet, eftersom man som spelare kan hoppa in en stund och hjälpa till som en kugge i krigsmaskinen, för att sedan hoppa ut och ersättas av andra spelare. Dessa strider pågår veckovis, där tre servrar strider mot varandra. I slutet på veckan har en av servrarna vunnit och får belöningar av någon form.

## Röstskådespelare
Spelarröster
- Steve Staley - Asura (manlig röst)
- Colleen O'Shaughnessey - Asura (kvinnlig röst)
- Brandon Bales - Sylvari (manlig röst)
- Jennifer Hale - Sylvari (kvinnlig röst) / Queen Jennah
- Nolan North - Human (manlig röst)
- April Stewart - Human (kvinnlig röst)
- Matthew Mercer - Norn (manlig röst)
- Claudia Christian - Norn (kvinnlig röst) / Mala
- Laura Post - Norn (kvinnlig röst)
- Ron Yuan - Charr (manlig röst)
- Kate Miller - Charr (kvinnlig röst) / Commander Serentine / Tour Guide (kvinnlig röst)
- Rebecca Riedy - Charr (kvinnlig röst) / Norn (Kvinnlig röst)

Icke-spelbara figurer (NPCs)
- Tom Kane - Berättaren
- Felicia Day - Zojja
- Tara Strong - Scarlet Briar
- Troy Baker - Logan Thackeray
- Ariel Winter - Cassie
- Steve Blum - Rytlock
- Fred Tatasciore - Mad King Thorn
- Cam Clarke - Al'Batubar
- Alyson Reed - Deione
- Robin Atkin Downes - Warrior
- Paul Eiding - Forgal Kernsson
- Gideon Emery - Valiant Estiene / Fraxx / Gareth / Celegant Nightmare
- Kari Wahlgren - Caithe / Caerleona / Caitlin / Miyani
- Crispin Freeman - Elijah / Fianait / Vestarr
- Liam O'Brien - Brennan / Haurud Tamini / Smodur the Unflinching
- André Sogliuzzo - Eltok / Oliver / Ahai Tamini
- Bob Joles - Bohcht / Ijint / Nahautl / King Adelbern
- Wally Wingert - Brandon / Willard
- Sam Riegel - Pekapek / Viciss
- Kathryn Cressida - Dannai / Hylek High Priestess / Regina Rageheart
- Helen Slayton-Hughes - Shriika / Zena Zonwoman
- Megan Hollingshead - Hilda / Bethany
- Ian Reed Kesler - Hale / Mark
- Yuri Lowenthal - Simon / Virgal
- Quinton Flynn - Arlon / Rexus Ragespear
- David Sobolov - JFF 9000 / Mournful Wind / Tennon
- Alexander Polinsky - Egor / Gixx / Ropp'tchtach
- Gregg Berger - Conrad / Duggadoo / Jotun Smasher
- Jim Ward - Jason / Laki / Tybalt Leftpaw
- Ellen Dubin - Mighty Grika / Torrun / Tyrana Taskjaw
- George Coe - Ghostly Norn Longship Captain / Yakov / Zenik Konsman
- Frank Collison - Cadeyrn / Candwyr / Hunk'lo / Ogmund
- Julie Nathanson - Riot Alice / Deborah / Priestess Amelia / Polinque / Varonos Narrijoo / Varonos Marlooga
- Cindy Robinson - Breena / Kyra Kindlecoin / Taktontaaka